# Frilandsgartneri
Et frilandsgartneri er en virksomhed, hvor man dyrker planter på friland – i modsætning til drivhusgartneri. Der er oftest tale om planter som kål, porrer, jordbær, tulipanløg o.l. I sjældnere tilfælde kan der også dyrkes mere hårdføre blomster til afskæring, potteplanter o.l., hvilket normalt er forbeholdt planteskolen og væksthusgartneriet. 
Den teknologiske udvikling til trods er der stadig hårdt arbejde forbundet med frilandsgartneriet. I dag anvendes store vandingsanlæg på markerne, da man er stærkt afhængig af vand for at opnå optimalt udbytte. 
Danmark kan grundet sin geografiske placering producere nogle af verdens bedste frilandsprodukter. Danmarks frilandsgartnerier er i disse år meget stærkt truet af den stigende konkurrence fra sydligere beliggende lande. De danske friluftsgartnerier kan muligvis bevares ved fortsat at levere produkter med et lavere indhold af kemikalierester end de udenlandske konkurrenter.